# Peppers Pride
Peppers Pride, född 4 mars 2003 i New Mexico, död 19 september 2019 i Kentucky, var ett obesegrat engelskt fullblod.

## Bakgrund
Peppers Pride var ett mörkbrunt sto efter Desert God och under Lady Pepper (efter Chili Pepper Pie). Hon föddes upp och ägdes av Joe Allen, och tränades under tävlingskarriären av Joel Marr.

## Karriär
Peppers Pride tävlade mellan 2005 och 2008 och sprang in 1 066 085 dollar på 19 starter, varav lika många segrar. 
Peppers Pride tävlade bara i sin födelsestat, New Mexico, alltid mot New Mexico-uppfödda hästar, och reds av samma jockey, Carlos Madeira, i varje löp. Vid fem års ålder tangerade Peppers Pride rekordet för 16 raka segrar med Citation, Cigar, Mister Frisky och Hallowed Dreams (samt Painthästen, Got Country Grip). Den 4 oktober 2008 blev hon den enda amerikanska tävlingshästen sedan 1900 som vunnit 17 lopp i rad. Den 8 november 2008 tangerade hon Hongkong-baserade Silent Witness rekord med 18 raka segrar, något som den 14 december 2008 utökades till 19 segrar.

### Som avelssto
Peppers Pride betäcktes med Tiznow 2009 men förlorade fölet. Den 27 mars 2010 betäcktes hon med Distorted Humor, och födde ett fuxsto den 29 februari 2011. Hon betäcktes igen med Distorted Humor och födde ett hingstföl 2012. Hon betäcktes sedan med Malibu Moon, och födde ett hingstföl den 22 februari 2013. Hon betäcktes därefter med Hard Spun, och födde ett hingstföl den 1 mars 2014. I mars 2016 bekräftades att hon betäckts med 2015 års Triple Crown-vinnare American Pharoah. 2018 föddes hingstfölet American Pepper.
Hennes sista föl, ett sto, var efter California Chrome och föddes den 10 februari 2019, bara sju månader före hennes död.

### Död
Peppers Pride avlivades den 19 september 2019 på Taylor Made Farm i Kentucky på grund av komplikationer av fång.